# Edifici de l'Ateneu Mercantil de València
L'edifici de l'Ateneu Mercantil de la ciutat de València situat a la Plaça de l'Ajuntament, va ser construït el 1953.
El projecte, de 1931, és obra dels arquitectes Zavala, Arzadún i Ribas Eunate, sobre el projecte original de 1927, guanyador del concurs, de Zavala i Rivas. Posteriorment Cayetano Borso di Carminati i Emilio Artal foren els encarregats de portar la direcció de l'obra, entre els anys 1935 i 1941, incorporant canvis notables respecte al projecte.
El resultat va ser la construcció que hui trobem, una obra d'estil classicista i marcada simetria, de huit plantes d'alçada.

## Descripció
L'edifici té una façana pràcticament plana, amb l'aportació singular de la doble façana en gran part d'aquesta: una arcada de cinc obertures i tres plantes d'alçada que deixa entreveure el cos central de l'edifici, que sobresurt a continuació en plantes superiors.
Presenta una composició clàssica, amb un cos de base, un cos central i una rematada. De la mateixa manera, la façana s'articula verticalment en una seqüència de cossos, amb un central custodiat per dos laterals de menor entitat. Tot això dins d'una estricta simetria on l'eix sembla descansar no només sobre un buit central, sinó sobre el conjunt dels cinc buits de l'arcada. Els cossos laterals superen en una alçada al cos central de l'arcada, superats tots ells al seu torn per una rematada de buits seriats a l'ample del bloc central. Aquest rematada, amb nou forats que no responen en vertical als eixos de buits de la resta de l'edifici, constitueix la faceta díscola de la composició. Aquesta coronació de l'edifici és de gran rotunditat, com a seriació menuda de finestres a la manera de palau gòtic, rematat al seu torn amb una balustrada de pinacles.
El programa, els espais necessaris per a la ubicació de l'Ateneu Mercantil de la ciutat de València, és resolt en plantes superposades. A més d'altres estances, destaquen la sala d'actes, sales de trobada i tertúlia o la biblioteca com a espais més notables que tenen el seu reflex en la façana. La disposició i grandària dels buits de façana indiquen la ubicació d'aquests espais a l'interior.
Tota la façana mostra un tractament uniforme en color i textura, on únicament sobresurten els detalls decoartius. Aquests el constitueixen les senzilles motllures que recorren la façana i separen els cossos en alçada, o com a rematada superior dels diferents cossos. Destaquen, però, els balcons dels cossos laterals a la planta principal i la decoració de les portes de sortida als mateixos que es connecta amb les finestres immediatament superiors.